# Ȼ
Ȼ (C зі штрихом) — літера розширеної латинниці. Використовується в мові Кутенай, де є 3-ї літерою в алфавіті і позначає звук [t͡s], і в мові сааніч, де є 7-ю літерою за рахунком і передає звук [kʷ]. Також використовується в Юніфоні для англійської мови.